# Huacaybamba
A cidade peruana de Huacaybamba é a capital da Província de Huacaybamba, situada no Departamento de Huánuco, pertencente a Região de Huánuco, Peru.